# スパイラルI
スパイラルIは、1989年9月にSANKYOが発売した、センター役物の中に常時回転している6つ穴の回転盤が配置されているパチンコ機のシリーズ名。スパイラルIの1機種がある。

## 概要
役物内の振り分けにより権利獲得を目指す権利物タイプ。センター役物への入賞口は天穴横にある。ここから飛び込んだ玉が役物内の大当たり発生穴に入賞すれば権利獲得となる。役物内で回っている回転盤の6つ穴のうち2箇所大当たりとなる穴がある。センター役物は3段階の構造となっており、天穴横の入賞口から役物内に入った玉は透明盤にくり抜かれている3つ穴のどれかを通り、次のステージへと落ちる。この次のステージの手前には真ん中に突起がある透明盤があり、その後ろには真ん中が盛り上がった三角形のウィングプレートがある。ウィングプレートの頂点のわずかな溝に玉が乗れば、最終の6つ穴の回転盤のステージに導かれるようになる。6つ穴回転盤の大当たりとなる穴は赤く縁取られている。

## スペック
- スパイラルI
  - 賞球数 7&13
  - 大当たり最高継続 8R

## 演出
権利獲得後は、左右落としの「OPEN」チャッカーに入賞すると、役物下の羽根が9.5秒もしくは9個入賞するまで開放される。この羽根開放は最大で8回継続する。権利獲得後はウィングプレートが上下運動を始め、役物内に入賞した玉が6つ穴の回転盤まで導かれやすくなる。この挙動は2回目の権利が終わった後も続き、3回目の権利終了まで継続する。